# Gustav Pflugradt
Friedrich Adolph Gustav Pflugradt (né le 28 septembre 1828 à Franzensberg, mort le 20 mai 1908 à Berlin) est un peintre allemand.

## Biographie

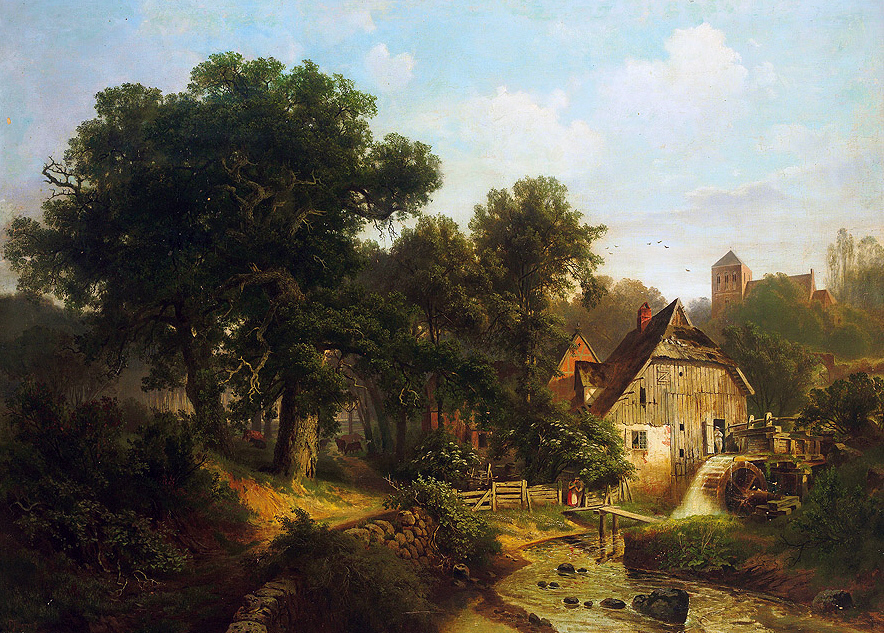
Moulin

Gustav Pflugradt est le fils d'un garde-forestier du grand-duché de Mecklembourg-Schwerin. Caspar David Friedrich est son grand-oncle. Le peintre Franz Pflugradt est son neveu.
Il apprend le métier de vendeur et prend des cours privés auprès de Johann Wilhelm Schirmer à Düsseldorf. En 1858, il est élève de l'académie des arts de Berlin auprès de Ferdinand Bellermann et de l'académie d'architecture de Berlin auprès de Karl Eduard Biermann dans sa classe de peinture paysagiste. En 1859, il reçoit une bourse du grand-duc Frédéric-François II de Mecklembourg-Schwerin.
Pflugradt s'installe à Berlin et est membre de l'Association des artistes berlinois. Il fait une tournée en Allemagne, en particulier dans le nord de l'Allemagne et dans sa région d'origine, le Mecklembourg. En 1894, Frédéric-François III de Mecklembourg-Schwerin le nomme professeur.
À partir de 1867, Gustav Pflugradt expose régulièrement ses œuvres à l'occasion d'expositions de l'académie des arts de Berlin et de la Grande exposition d'art de Berlin, mais aussi à Brême, Dresde, Hambourg, Hanovre, Magdebourg, Munich, Schwerin et dans d'autres villes. En l'honneur de son poste de professeur, le Staatliches Museum Schwerin lui consacre une exposition spéciale.
Il est enterré dans le cimetière de l'église (de) de Pütte.